# Вудманси, Мик
Мик «Вуди» Вудманси (англ. Mick 'Woody' Woodmansey; 1951, Дриффилд, Йоркшир, Англия) — британский рок-барабанщик, наиболее известен по работе с Дэвидом Боуи и группой The Spiders from Mars. Он играл на четырёх альбомах Боуи: The Man Who Sold the World (1970), Hunky Dory (1971), The Rise and Fall of Ziggy Stardust and the Spiders from Mars (1972) и Aladdin Sane (1973).
После расформирования The Spiders from Mars Боуи заменил Вудманси на нового сессионного-ударника, Эйнсли Данбар, который играл на следующем альбоме Боуи, кавер-сборнике Pin Ups, изданном в 1973 году. Вудманси возродил свою прежнюю группу, вместе с бас-гитаристом Тревором Болдером. Они пригласили нового гитариста Дэйва Блэка (англ. Dave Black), так как их прежний коллега, Мик Ронсон, был недоступен в то время, и вокалиста Пита Макональда (англ. Pete McDonald). В записи клавишных помог Майк Гарсон, который был одним из основных музыкантов Боуи в период эпохи Зигги Стардаста. Боуи не внес никакого вклада в их альбом, который был назван The Spiders From Mars.
После окончательного распада Spiders, он сформировал свою собственную группу, Woody Woodmansey’s U-Boat, с Филом Мюрреем (англ. Phil Murray), Фрэнки Маршаллом (англ. Frankie Marshall) и Филом Плантом (англ. Phil Plant), также к ним присоединился Мартин Смит (англ. Martin Smith), выпустив дебютный лонгплей U Boat в 1977 году. Альбом был впоследствии перевыпущен в 2006 году, под названием Woody Woodmansey’s U-Boat (Castle Music, ESMCD895).
Кроме того, Вудманси играл с Артом Гарфанкелом.
Мик отметился работой в группе Cybernauts, в которую помимо него входили Тревор Болдер, а также Джо Эллиотт и Фил Коллен из Def Leppard, и в настоящее время является барабанщиком 3-D.

## Дискография

### Дэвид Боуи
- The Man Who Sold the World (1970)
- Hunky Dory (1971)
- The Rise and Fall of Ziggy Stardust and the Spiders from Mars (1972)
- Aladdin Sane (1973)
- Ziggy Stardust - The Motion Picture (концертный альбом 1973 года, официально издан в 1983)
- Santa Monica '72 (концертный альбом 1972 года, официально издан в 1994)

### Дана Гиллеспи
- Weren’t Born a Man (1974)

### The Spiders From Mars
- Spiders from Mars (1976)

### Woody Woodmansey’s U-Boat
- Woody Woodmansey’s U-Boat (1977)

### Cybernauts
- Cybernauts Live (2001)

### 3-D
- Future Primitive (2008)